# Día Internacional de las Matemáticas
El Día Internacional de las Matemáticas es una jornada conmemorativa que se celebra anualmente el 14 de marzo desde 2020, promulgada por la UNESCO y la Unión Matemática Internacional (IMU, por sus siglas en inglés) el 25 de noviembre de 2019.

## Proclamación
El 25 de noviembre de 2019, durante su 40.ª Conferencia General, la UNESCO proclamó oficialmente el 14 de marzo como el Día Internacional de las Matemáticas. Esta decisión fue impulsada por la necesidad de fomentar el reconocimiento global de la importancia de las matemáticas en el desarrollo científico y tecnológico, así como en la resolución de problemas cotidianos y desafíos globales emergentes como el cambio climático, la sostenibilidad y la digitalización.

## Celebración
La selección del 14 de marzo (3/14) como Día Internacional de las Matemáticas rinde homenaje al número π (pi), aproximado a 3,14. Esta fecha, con orígenes en el siglo XX por el "Día de Pi", celebrado desde 1988, destaca la constante matemática y su camino hacia el reconocimiento global, subrayando el crecimiento y la relevancia de las matemáticas. Además de su significado simbólico, se eligió para profundizar la conexión con el público, aprovechando la popularidad de π. IMU propuso esta fecha, valorada por su potencial de unir globalmente en la celebración matemática. La primera conmemoración en 2020 inició una tradición de eventos y programas educativos para fomentar el interés y la excelencia matemática mundialmente.

## Temas
- 2020: Las matemáticas están en todas partes[3]
- 2021: Matemáticas para un mundo mejor[4]
- 2022: Las matemáticas que unen[5]
- 2023: Matemáticas para todo el mundo[6]
- 2024: Jugando con las matemáticas[7]
- 2025 Matemáticas, Arte y Creatividad[8]